# Passion, Pain & Pleasure
Passion, Pain & Pleasure è il quarto album discografico in studio del cantante R&B statunitense Trey Songz, pubblicato nel settembre 2010.

## Tracce
1. Here We Go Again (Intro) – 0:40
2. Love Faces – 4:02
3. Massage – 4:17
4. Alone – 3:31
5. Bottoms Up (feat. Nicki Minaj) – 4:00
6. Pain (Interlude) – 0:37
7. Can't Be Friends – 4:45
8. Please Return My Calls – 3:57
9. Made to Be Together – 4:28
10. Pleasure (Interlude) – 1:29
11. Red Lipstick – 4:00
12. Unusual (feat. Drake) – 3:32
13. Doorbell – 3:56
14. Passion (Interlude) – 1:24
15. Unfortunate – 3:49
16. Blind – 4:06
17. You Just Need Me – 3:32

## Classifiche
| Classifica (2011)         | Posizione raggiunta |
| ------------------------- | ------------------- |
| Stati Uniti Billboard 200 | 2                   |